# Hjelmeland
Hjelmeland est une kommune de Norvège. Elle est située dans le comté de Rogaland et à proximité du lac Nilsebuvatnet.